# Pandansari (Warung Asem)
Pandansari is een bestuurslaag in het regentschap Batang van de provincie Midden-Java, Indonesië. Pandansari telt 3408 inwoners (volkstelling 2010).